# Darius Slayton
Darius Slayton (geboren am 12. Januar 1997 in Norcross, Georgia) ist ein US-amerikanischer American-Football-Spieler auf der Position des Wide Receivers. Er spielte College Football für die Auburn University. Seit 2019 steht er bei den New York Giants in der National Football League (NFL) unter Vertrag.

## College
Slayton besuchte die Greater Atlanta Christian School in seiner Heimatstadt Norcross, Georgia. An der Highschool spielte er Football als Wide Receiver und als Defensive Back. Er nahm am U.S. Army All-American Bowl teil. Ab 2015 ging Slayton auf die Auburn University, um College Football für die Auburn Tigers zu spielen. Nach einem Jahr als Redshirt war er ab 2016 drei Jahre lang Stammspieler in der Offense von Auburn. Nach der Saison 2018 gab Slayton bekannt, dass er sich für den NFL Draft anmelden werde. In 38 Spielen für die Auburn Tigers fing er 79 Pässe für 1605 Yards Raumgewinn und 11 Touchdowns.

## NFL
Slayton wurde im NFL Draft 2019 in der fünften Runde an 171. Stelle von den New York Giants ausgewählt. Wegen einer Oberschenkelverletzung verpasste er drei von vier Partien der Preseason sowie die ersten beiden Spieltage der regulären Saison. Am 5. Spieltag gelang ihm gegen die Minnesota Vikings sein erster Touchdown in der NFL. Da alle bedeutenden Passempfänger der Giants in der Saison 2019 Spiele verpassten, sah Slayton bereits als Rookie viel Einsatzzeit. Er beendete die Saison mit 48 gefangenen Pässen für 740 Yards und acht Touchdowns. In seinem zweiten Jahr in der NFL konnte Slayton die nach seiner überzeugenden Saison als Rookie in ihn gesetzten Erwartungen nicht bestätigen. Im ersten Spiel der Saison kam er auf 102 Receiving Yards und zwei Touchdowns, allerdings gelang ihm im weiteren Saisonverlauf nur noch ein weiterer Touchdown. In elf Spielen fing Slayton nicht mehr als drei Pässe. Zwar kam er mit 751 Receiving Yards auf einen ähnlichen Wert wie im Vorjahr, dabei unterliefen ihm aber mehr Drops als im Vorjahr. In der Saison 2021 spielte Slayton, auch bedingt durch die Neuverpflichtungen von Kenny Golladay und Kadarius Toney, keine größere Rolle, zudem ließ er mehrere fangbare Bälle fallen. Er kam auf 26 gefangene Pässe für 336 Yards und zwei Touchdowns. Vor der Saison 2022 einigte Slayton sich mit den Giants um eine Kürzung seines Gehalts auf das Ligaminimum, da sein nicht-garantierter Vertrag für einen lediglich als Ersatz eingeplanten Wide Receiver relativ hoch dotiert gewesen wäre und somit eine Entlassung im Raum stand. Durch mehrere verletzungsbedingte Ausfälle vor ihm stehender Wide Receiver nahm Slayton aber doch eine größere Rolle ein und war letztlich mit 724 Yards Raumgewinn im Passspiel erfolgreichster Wide Receiver seines Teams.

### NFL-Statistiken
| Saison                             | Team            | Spiele | Spiele | Receiving | Receiving | Receiving | Receiving | Receiving | Fumbles | Fumbles |
| Saison                             | Team            | GP     | GS     | Rec       | Yds       | Avg       | Lng       | TD        | Fum     | Lost    |
| ---------------------------------- | --------------- | ------ | ------ | --------- | --------- | --------- | --------- | --------- | ------- | ------- |
| 2019                               | New York Giants | 14     | 9      | 48        | 740       | 15,4      | 55        | 8         | 0       | 0       |
| 2020                               | New York Giants | 16     | 15     | 50        | 751       | 15,0      | 41        | 3         | 1       | 1       |
| 2021                               | New York Giants | 13     | 5      | 26        | 339       | 13,0      | 42        | 2         | 1       | 1       |
| 2022                               | New York Giants | 16     | 11     | 46        | 724       | 15,7      | 55        | 2         | 2       | 1       |
| 2023                               | New York Giants | 17     | 13     | 50        | 770       | 15,4      | 80        | 4         | 0       | 0       |
| 2024                               | New York Giants | 16     | 13     | 39        | 573       | 14,7      | 43        | 2         | 1       | 0       |
| Total                              | Total           | 92     | 66     | 259       | 3897      | 15,0      | 80        | 21        | 5       | 3       |
| Quelle: pro-football-reference.com |                 |        |        |           |           |           |           |           |         |         |